# Lucas Ostiglia
Lucas Ostiglia (Buenos Aires, 3 maggio 1976) è un ex rugbista a 15 argentino, terza linea dell'Hindú Club per gran parte della sua carriera.

## Biografia
Cresciuto nell'Hindú, squadra con la quale vinse il torneo provinciale dell'Unión de Rugby de Buenos Aires nel 1996 e nel 1998, nonché un Nacional de Clubes nel 1996, esordì a livello internazionale nel 1998 con la maglia dei Pumas a Buenos Aires durante un tour del Galles in Sudamerica.
Pochi mesi dopo l'esordio fu selezionato per la Coppa del Mondo di rugby 1999 in Galles, dove disputò 3 incontri, uno dei quali da titolare; nel 2003 fu ingaggiato in Italia dal Petrarca, nel quale rimase un biennio, e disputò la Coppa del Mondo in Australia; nel 2005 giunse un contratto professionistico con i francesi dell'Agen.
Partecipò alla Coppa del Mondo di rugby 2007 in Francia, la sua terza e ultima; nel corso di tale competizione disputò il suo ultimo incontro internazionale, la semifinale (persa) contro il Sudafrica allo Stade de France.
Terminato il contratto con l'Agen, tornò nel 2008 all'Hindú, con il quale nel 2008 ha vinto il suo terzo titolo dell'URBA; infortunatosi a fine stagione, è tornato in campo solo nel settembre 2009 per disputare la parte finale della sua ultima stagione da giocatore.

## Palmarès
- Campionati sudamericani: 1
Argentina: 2003
- Campionati URBA: 3
Hindú: 1996, 1998, 2008
- Nacional de Clubes: 1
Hindú: 1996